# Etiquetats
Etiquetats és un programa de TV3 presentat els dilluns per Bibiana Ballbè i Valentí Sanjuan, que té lloc a l'edifici del Disseny Hub Barcelona i s'emet exclusivament en streaming; és el primer programa de la cadena en fer-ho per Internet, i té el seu origen en el show Visto lo visto TV.
Ballbè se centra bàsicament en el món de les tendències, la creació i els estils de vida, tot i que també parla de les activitats lúdiques i culturals que tenen lloc a la ciutat, mentre que Sanjuan està al capdavant de l'entreteniment i l'humor; l'equip el completa una sèrie de col·laboradors (Love of Lesbian, entre d'altres). L'espai té diverses seccions: entrevista, concert, monòleg, etc., i durant el programa un artista crea una peça en directe.